# Saint-Pierre-la-Vieille
Saint-Pierre-la-Vieille est une ancienne commune française, située dans le département du Calvados en région Normandie, devenue le 1er janvier 2016 une commune déléguée au sein de la commune nouvelle de Condé-en-Normandie.
Elle est peuplée de 329 habitants (les Pétruviens).

## Géographie
La commune est aux confins du Bocage virois et de la Suisse normande. Son bourg est à 9,5 km au nord de Condé-sur-Noireau, à 13 km au sud-ouest de Thury-Harcourt, à 13 km au nord-est de Vassy et à 14 km au sud-est d'Aunay-sur-Odon.
La route départementale no 54, qui traverse le bourg, mène au Plessis-Grimoult et à Aunay-sur-Odon au nord-ouest et rejoint la D 36 au sud-est. Celle-ci, délimitant l'est du territoire, permet au sud de retrouver Proussy et Condé-sur-Noireau, et au nord Cauville. Cette route secondaire mène jusqu'à l'agglomération caennaise. La D 166 rejoint également cette route au nord-est du bourg et relie celui-ci à Saint-Vigor-des-Mézerets à l'ouest. La D 166b mène au nord-ouest à Lénault et, partant de la D 54, la D 184 rejoint La Villette à l'est.
Saint-Pierre-la-Vieille est dans le bassin de l'Orne, par son sous-affluent la Druance qui délimite le territoire au sud-ouest. Les eaux de la commune sont en grande partie collectées par son affluent, le ruisseau de Cresme qui parcourt le territoire communal au nord et le limite à l'ouest. Un court affluent draine les eaux du sud de son bassin et du territoire.
Le point culminant (252 m) se situe au sud-est du territoire, au sud d'Orbigny. Le point le plus bas (117 m) correspond à la sortie de la Druance du territoire, au sud-ouest. La commune est bocagère, au vallons boisés.
| Lénault                                         | Le Plessis-Grimoult     | Cauville                            |
| Périgny                                         | Saint-Pierre-la-Vieille | Saint-Lambert, La Villette          |
| Saint-Vigor-des-Mézerets, La Chapelle-Engerbold | Pontécoulant            | La Villette, Proussy (par un angle) |

## Toponymie
Le nom de la localité est attesté sous les formes S. Petrus de Vetula au XIe siècle (enquête arch. de Bayeux, p. 430), Saint Pierre la Vieille en 1377 (charte de Bayeux, rôle 102), Saint Pierre la Vieulle en 1476 (cartulaire du Plessis-Grimoult, t. I, p. 12).
La paroisse est dédiée à l'apôtre Pierre. Pierre-Daniel Huet considère que l'on doit à Orderic Vital une mauvaise traduction de Veule, issu de l'anglo-saxon Wael, « fontaine », en de Vetulis qui a donné la Vieille. En fait, l'étymologie est incertaine mais pourrait bien, contrairement à cet avis, se rapporter à un site antique ou servir à distinguer la paroisse d'autres Saint-Pierre plus récents.
Au cours de la période révolutionnaire de la Convention nationale (1792-1795), la commune a porté le nom de Vieille-sous-le-Mont.

## Politique et administration
| Période                                  | Période   | Identité           | Étiquette | Qualité             |
| ---------------------------------------- | --------- | ------------------ | --------- | ------------------- |
| 1939                                     | 1967      | Georges Lemarchand |           |                     |
| 1967                                     | 2001      | Roland Tirard      |           |                     |
| 2001                                     | mars 2008 | Alain Siquot       | SE        | Agriculteur         |
| mars 2008                                | mars 2009 | Roger Beaudouin    | SE        | Agent de production |
| avril 2009                               | En cours  | Alain Siquot       | SE        | Agriculteur         |
| Les données manquantes sont à compléter. |           |                    |           |                     |

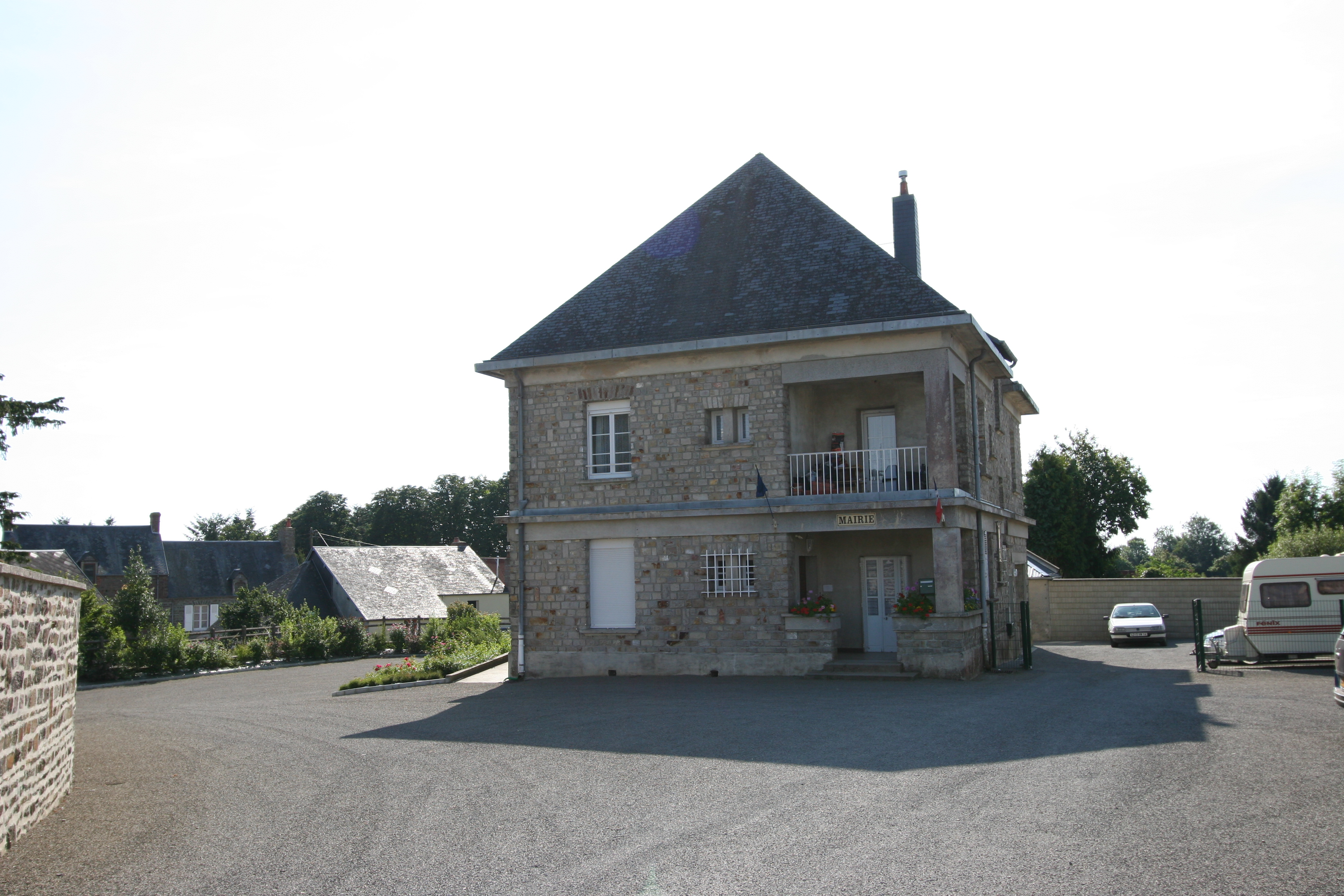
La mairie.

Le conseil municipal est composé de onze membres dont le maire et deux adjoints.

## Démographie
En 2021, la commune comptait 329 habitants. Depuis 2004, les enquêtes de recensement dans les communes de moins de 10 000 habitants ont lieu tous les cinq ans (en 2006, 2011, 2016, etc. pour Saint-Pierre-la-Vieille) et les chiffres de population municipale légale des autres années sont des estimations.
Saint-Pierre-la-Vieille a compté jusqu'à 1 131 habitants en 1806.
| 1793  | 1800 | 1806  | 1821  | 1831  | 1836  | 1841 | 1846 | 1851 |
| ----- | ---- | ----- | ----- | ----- | ----- | ---- | ---- | ---- |
| 1 078 | 994  | 1 131 | 1 082 | 1 019 | 1 005 | 974  | 928  | 898  |

| 1856 | 1861 | 1866 | 1872 | 1876 | 1881 | 1886 | 1891 | 1896 |
| ---- | ---- | ---- | ---- | ---- | ---- | ---- | ---- | ---- |
| 902  | 848  | 885  | 800  | 717  | 701  | 682  | 642  | 595  |

| 1901 | 1906 | 1911 | 1921 | 1926 | 1931 | 1936 | 1946 | 1954 |
| ---- | ---- | ---- | ---- | ---- | ---- | ---- | ---- | ---- |
| 594  | 566  | 523  | 462  | 484  | 473  | 442  | 373  | 397  |

| 1962 | 1968 | 1975 | 1982 | 1990 | 1999 | 2006 | 2011 | 2016 |
| ---- | ---- | ---- | ---- | ---- | ---- | ---- | ---- | ---- |
| 396  | 350  | 327  | 385  | 351  | 347  | 363  | 365  | 341  |

| 2019 | - | - | - | - | - | - | - | - |
| ---- | - | - | - | - | - | - | - | - |
| 329  | - | - | - | - | - | - | - | - |

## Lieux et monuments

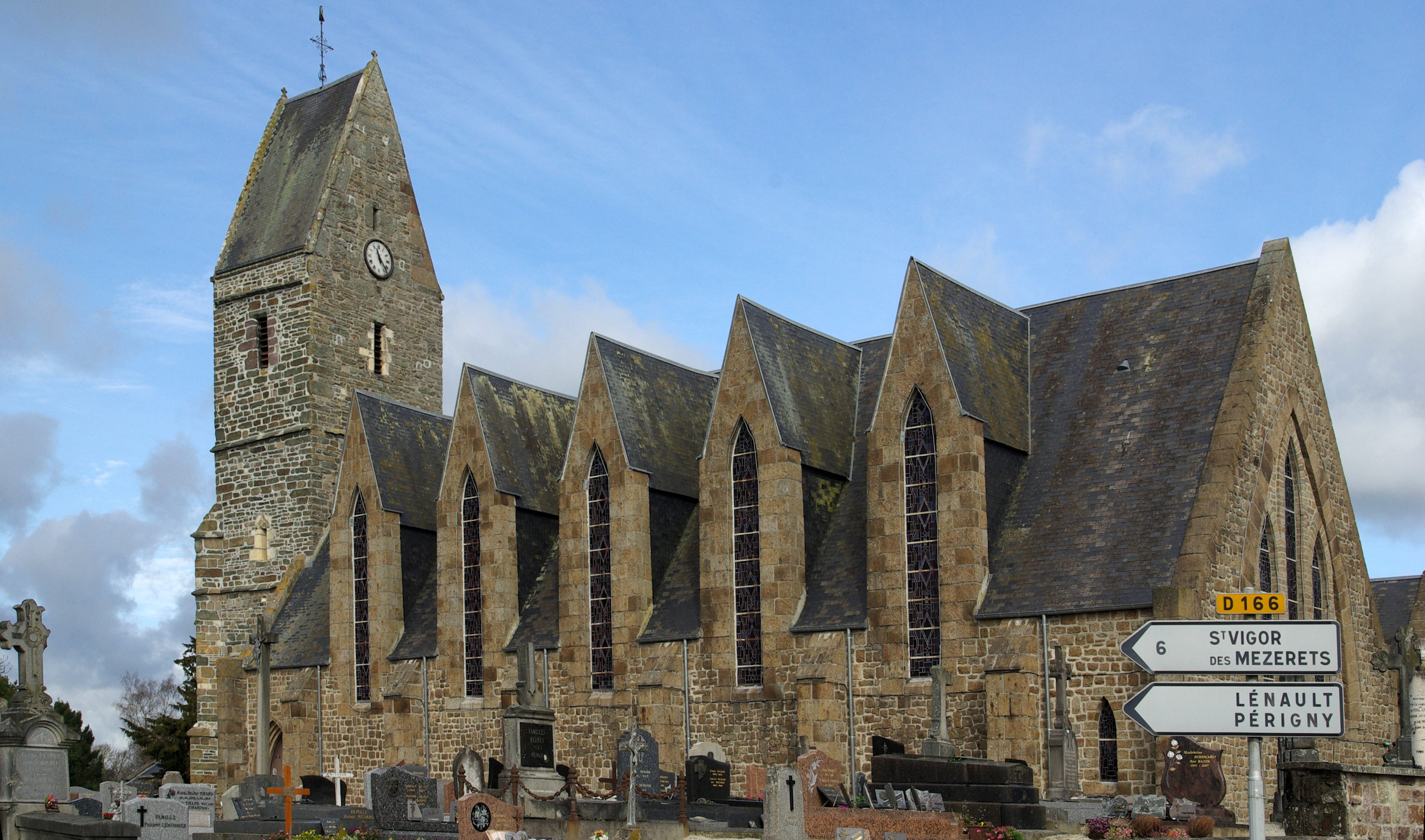
L'église Saint-Pierre.

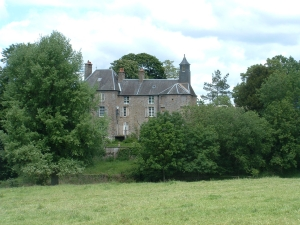
Le château d'Orbigny.

- L'église Saint-Pierre (XVe siècle et reconstruction). Elle abrite une statue de saint Pierre du XIVe siècle classée à titre d'objet aux Monuments historiques[17] et un vitrail du peintre Maurice Rocher réalisé par l'atelier Degusseau en 1950 représentant des scènes de la vie de Saint-Pierre.
- Le château d'Orbigny (XVIIe siècle).

## Activité et manifestations

### Sports
L'Association sportive et culturelle pétruvienne fait évoluer deux équipes de football en divisions de district.

## Personnalités liées à la commune
- Georges Lemarchand (1899-1967), député du Calvados, y est né et mort.
- Michèle Fabien (1945-1999), dramaturge belge, y est décédée.